# Näveråstjärnen (Fors socken, Jämtland)
Näveråstjärnen är en sjö i Ragunda kommun i Jämtland och ingår i Indalsälvens huvudavrinningsområde. Sjön har en area på 0,145 kvadratkilometer och ligger 283,2 meter över havet.

## Delavrinningsområde
Näveråstjärnen ingår i det delavrinningsområde (697821-154930) som SMHI kallar för Utloppet av Näveråstjärnen. Medelhöjden är 351 meter över havet och ytan är 11,52 kvadratkilometer. Det finns inga avrinningsområden uppströms utan avrinningsområdet är högsta punkten. Vattendraget som avvattnar avrinningsområdet har biflödesordning 3, vilket innebär att vattnet flödar genom totalt 3 vattendrag innan det når havet efter 86 kilometer. Avrinningsområdet består mestadels av skog (81 procent). Avrinningsområdet har 0,15 kvadratkilometer vattenytor vilket ger det en sjöprocent på 1,3 procent.